# 新涅克拉西夫卡
45°21′20″N 28°41′41″E / 45.35556°N 28.69472°E
新內克拉西夫卡（烏克蘭語：Нова Некрасівка）是位於烏克蘭西南部的村莊，由敖德萨州伊茲梅爾區的薩夫亞尼市鎮負責管轄。該村始建於1945年，面積2.16平方公里，海拔高度14米，2001年人口2,051，人口密度每平方公里949.54人。